# 1921 في البرازيل
فيما يلي قوائم الأحداث التي وقعت خلال عام 1921 في البرازيل.

## سياسة

### تعيين في المنصب
- 3 مايو – نيلو بيسانيا عضو مجلس الشيوخ من البرازيل.

## مواليد

### يناير
- 12 يناير – ألفريدو دا موتا لاعب كرة سلة برازيلي.

### مارس
- 27 مارس – مواسير باربوزا لاعب كرة قدم برازيلي.

### مايو
- 12 مايو – روث دي سوزا ممثلة برازيلية.

### سبتمبر
- 14 سبتمبر – زيزينيو لاعب كرة قدم برازيلي.
- 19 سبتمبر – باولو فريري

## وفيات

### نوفمبر
- 14 نوفمبر – الأميرة إيزابيل إمبراطورة البرازيل (مواليد 1846) سياسية برازيلية.